# Diogo Luís
Pour les articles homonymes, voir Luis.
Diogo Luís, de son nom complet Diogo Miguel Alves Luís, né le 10 août 1980 à Lisbonne, est un footballeur portugais qui évoluait au poste de défenseur latéral gauche.

## Biographie

### En club
Né à Lisbonne, Luís était un espoir du centre de formation du SL Benfica, où il est arrivé à l’âge de 15 ans. Le 29 août 1999, il fait ses débuts avec l’équipe B en troisième division, lors d’un match contre Portimonense.
Après quarante apparitions en équipe réserve, il est appelé en équipe première par José Mourinho, en raison du manque d’arrières gauches disponibles,. Il débute le 2 octobre 2000 lors d’un match à domicile contre Braga, et joue ensuite vingt-deux matchs de championnat au cours de sa première saison, lors de laquelle Benfica réalise son pire classement historique en championnat.
Lors de la saison suivante, Marco Caneira s’impose au poste d’arrière gauche, ce qui réduit considérablement le temps de jeu de Luís, qui est prêté au Alverca le 15 janvier 2002. Le 18 juillet 2002, il rejoint le Beira-Mar dans une opération impliquant Cristiano dans l’autre sens.
Au total, durant sa carrière, il dispute 63 matchs pour aucun but inscrit en première division portugaise.

### En sélection
International portugais dans les catégories jeunes, il compte 4 sélections en équipe espoirs.